# Gran cubicuboctaedro
En geometría, el gran cubicuboctaedro es un poliedro uniforme estrellado, indexado como U14. Tiene 20 caras (8 triángulos, 6 cuadrados y 6 octagramas), 48 aristas y 24 vértices. Sus caras cuadradas y sus caras octagrámicas son paralelas a las de un cubo, mientras que sus caras triangulares son paralelas a las de un octaedro: de ahí el nombre de cubicuboctaedro. El prefijo gran sirve para distinguirlo del pequeño cubicuboctaedro, que también tiene caras en las direcciones antes mencionadas.

## Poliedros relacionados
Comparte la disposición de vértices con el cubo truncado convexo y otros dos poliedros uniformes no convexos. Además, comparte su disposición de vértices con el gran rombicuboctaedro no convexo (que tiene en común las caras triangulares y 6 caras cuadradas), y con el gran rombihexahedro (que tiene en común las caras octagrámicas).
| Cubo truncado | Gran rombicuboctaedro no convexo | Gran cubicuboctaedro | Gran rombihexaedro |

### Gran icositetraedro hexacrónico
El gran icositetraedro hexacrónico (o gran disdodecaedro lanceal) es el dual del gran cubicuboctaedro.